# Khaosan Road

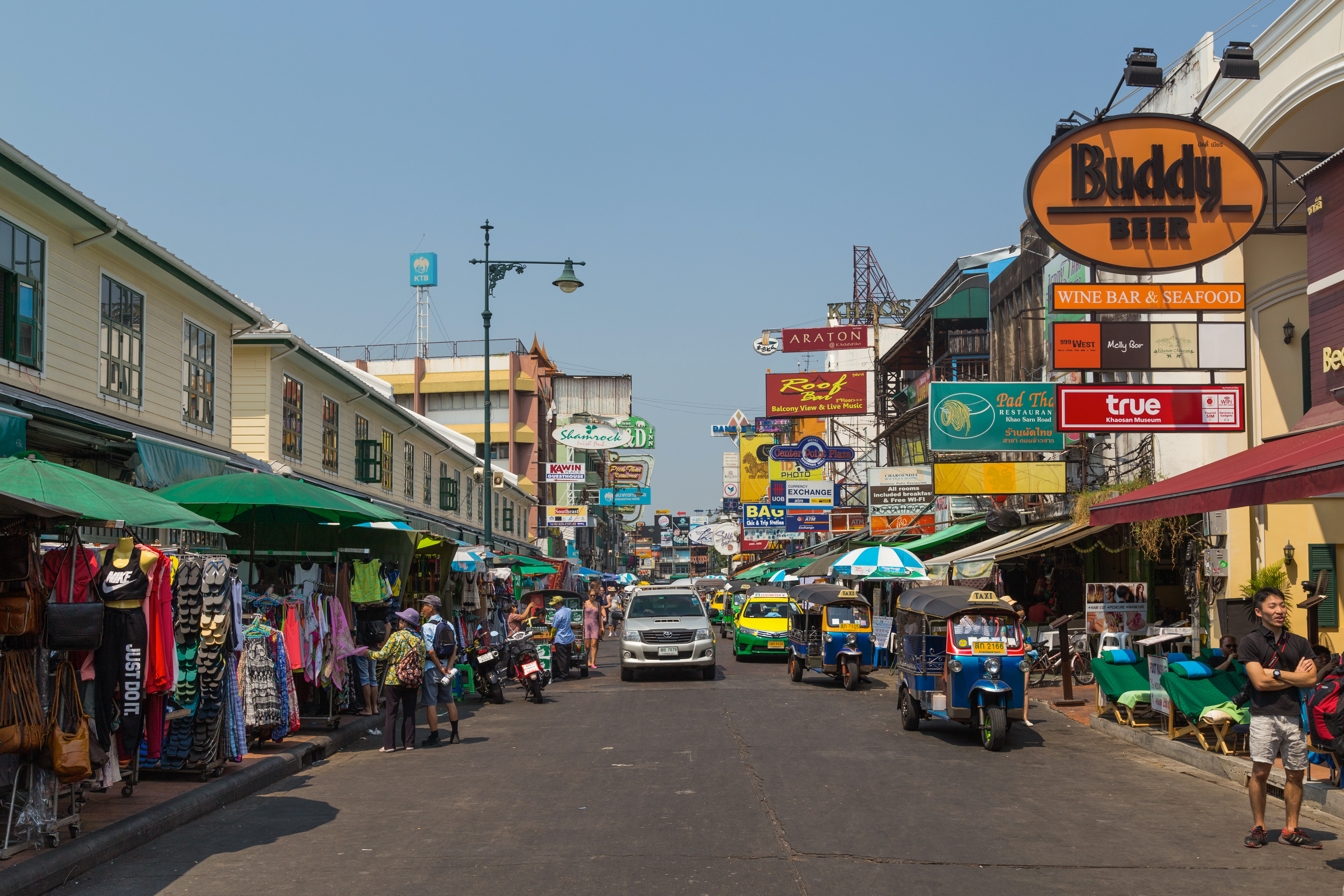
Khaosan Road 2018

Die Khaosan Road (thailändisch ถนนข้าวสาร, RTGS Thanon Khao San, [tʰàʔnǒn kʰâw sǎːn] – übersetzt „Straße des ungekochten Reis“) ist eine rund 400 Meter lange Straße im Stadtteil Bang Lam Phu (auch: Banglampoo, Bezirk Phra Nakhon) der thailändischen Hauptstadt Bangkok. Sie liegt etwa einen Kilometer nordöstlich von Königspalast und Wat Phra Kaeo.

## Geschichte
Die Khaosan Road wurde während der Regierungszeit von König Chulalongkorn gebaut. Auf einer Postkarte aus dem Jahr 1921 kann man bereits einige hölzerne Geschäftshäuser an beiden Seiten der Straße ausmachen. Der Name Khaosan stammt von der Ware, die hier früher hauptsächlich verkauft wurde: ungekochter, weißer (das heißt geschliffener und polierter) Reis.
Bekannt geworden ist sie seit Mitte der 1980er Jahre durch ihre Popularität bei Rucksacktouristen. Die Straße ist gesäumt von mehreren Übernachtungsmöglichkeiten, Kneipen, Restaurants, Antiquariaten, Maßschneidereien, Straßenhändlern, Tätowiershops und Reisebüros.
In den Khaosan-Läden werden Kunstgewerbe, Gemälde, Kleidung, einheimische Früchte, unlizenzierte CDs, DVDs, eine große Auswahl an gefälschten Ausweisen, gebrauchte Bücher und andere nützliche Dinge für Rucksacktouristen verkauft. Nach Einbruch der Dunkelheit öffnen Bars, es wird Musik gespielt, Lebensmittelhändler verkaufen gegrillte Insekten und andere exotische Snacks für Touristen und Schlepper werben für Ping-Pong-Shows. Die Gegend ist international bekannt als Zentrum für Tanz, Party und kurz vor dem traditionellen thailändischen Neujahrsfest (Songkran-Fest) vom 13. bis 15. April für Wasserspritzer, die in der Regel in eine riesige Wasserschlacht ausarten.
Zunehmend siedeln sich Großhändler für Silberschmuck an, die nur an Händler verkaufen. Dementsprechend befindet sich die Straße im Wandel. Die Mieten steigen an, so dass viele alteingesessene Betriebe schließen müssen und Platz machen für Filialen größerer Handelsketten. Backpacker-Hostels werden renoviert und zu Mittelklassehotels umgebaut. Mittlerweile gibt es einige Hotels, die auch über ein Schwimmbecken verfügen.
Von der Khaosan Road ab führen Gassen zu weiteren Bars und Hotels. Eine Parallelstraße, Soi Rambuttri, ist ebenfalls für den normalen Autoverkehr gesperrt. Einige Meter entfernt befindet sich eine Fußgängerzone, die jedoch weniger bevölkert ist.

## Kontroversen
Im Juli 2018 kündigte die Bangkok Metropolitan Administration (BMA) in einem Versuch, die Khaosan Road zu säubern, an, dass die Straßenverkäufer ab dem 1. August 2018 von der Durchgangsstraße entfernt würden. Die BMA beabsichtigt, sie in ein nahegelegenes Gebiet zu verlegen und ihre Handelszeiten auf 18:00 Uhr bis Mitternacht zu beschränken. Die Khaosan Street Vendors Association, die rund 300 Verkäufer vertritt, lehnte den Schritt mit dem Hinweis auf den finanziellen Ruin der Verkäufer ab. Die in letzter Minute geführten Verhandlungen zwischen der BMA und den Verkäufern erwiesen sich als erfolglos, da keine der beiden Seiten zu einem Kompromiss bereit war. Die Khaosan-Verkäufer kündigten an, dass sie trotz der Anordnung der BMA am 1. August wie gewohnt öffnen würden. Am ersten Tag des Verkaufsverbots öffneten etwa 70 Prozent der Verkäufer trotz der Polizei wie gewohnt.

## Renovierung
Die BMA kündigte 2019 an, dass sie 48,8 Millionen Baht bereitstellen wird, um die Khaosan Road in eine „internationale Fußgängerzone“ zu verwandeln. Das 1,6 Millionen US-Dollar teure Projekt, die erste Umgestaltung der Straße seit ihrer Einrichtung im Jahr 1892, begann Anfang 2020, während der touristischen Hochsaison, und wurde im September 2020 abgeschlossen. Im Rahmen des Projekts werden die Fußwege neu gepflastert und 1,5 m × 2 m große Stellplätze für 240 bis 360 lizenzierte thailändische Verkäufer geschaffen, die per Losverfahren ermittelt werden. Straße und Gehwege sind jetzt eben auf einem Niveau, an beiden Seiten der Straße wurde eine neue Kanalisation installiert, und es gibt einen ausgewiesenen, für Rettungsdienste reservierten Parkplatz. Die Khaosan Road wird täglich von 09:00 bis 21:00 Uhr für Kraftfahrzeuge gesperrt.

## Trivia
Alex Garland bezieht sich auf den ersten Seiten des Romans Der Strand (1996) auf die Polizeistation an einem Ende der Khao San Road, die heute noch existiert.
Die Verfilmung des Romans The Beach (2000), mit Leonardo DiCaprio in der Hauptrolle, stellt die Atmosphäre des Viertels dar und wurde zu Teilen auch dort gedreht. Tatsächlich soll Leonardo DiCaprio in Danny Boyles Film bei seiner Ankunft in Bangkok in einem Gästehaus in der KhaoSan Road übernachtet haben, wo er „Daffy“ traf, der ihm die berühmte Karte von The Beach gab. In Wirklichkeit befindet sich das im Film dargestellte Gästehaus jedoch in Phuket Town und heißt On On Hotel. Seit den Dreharbeiten wurde es vollständig renoviert.
Auch der Film Ong-Bak wurde teilweise in diesem Gebiet gedreht.

## Bilder

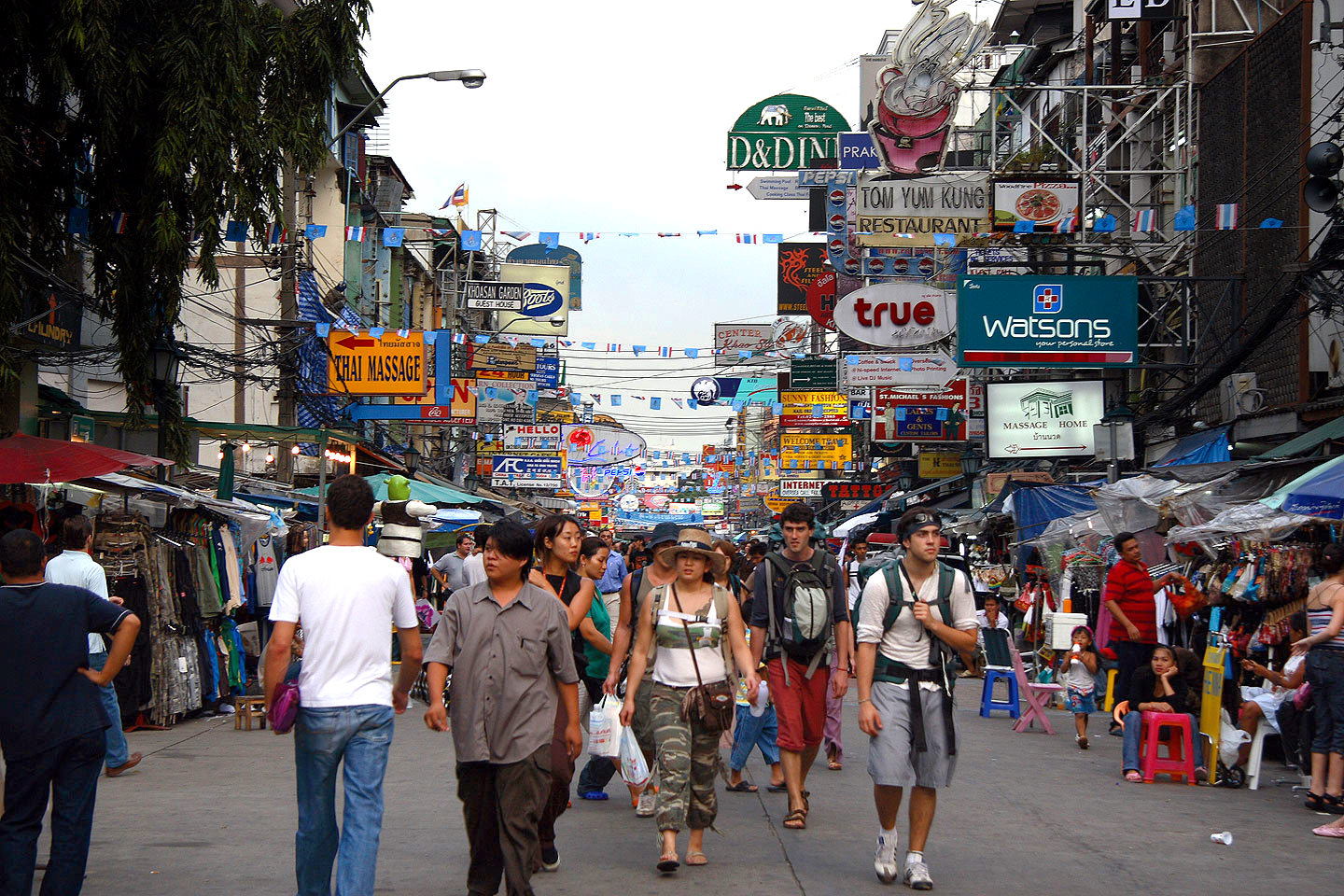
Menschenströme auf der abendlichen Khaosan Road
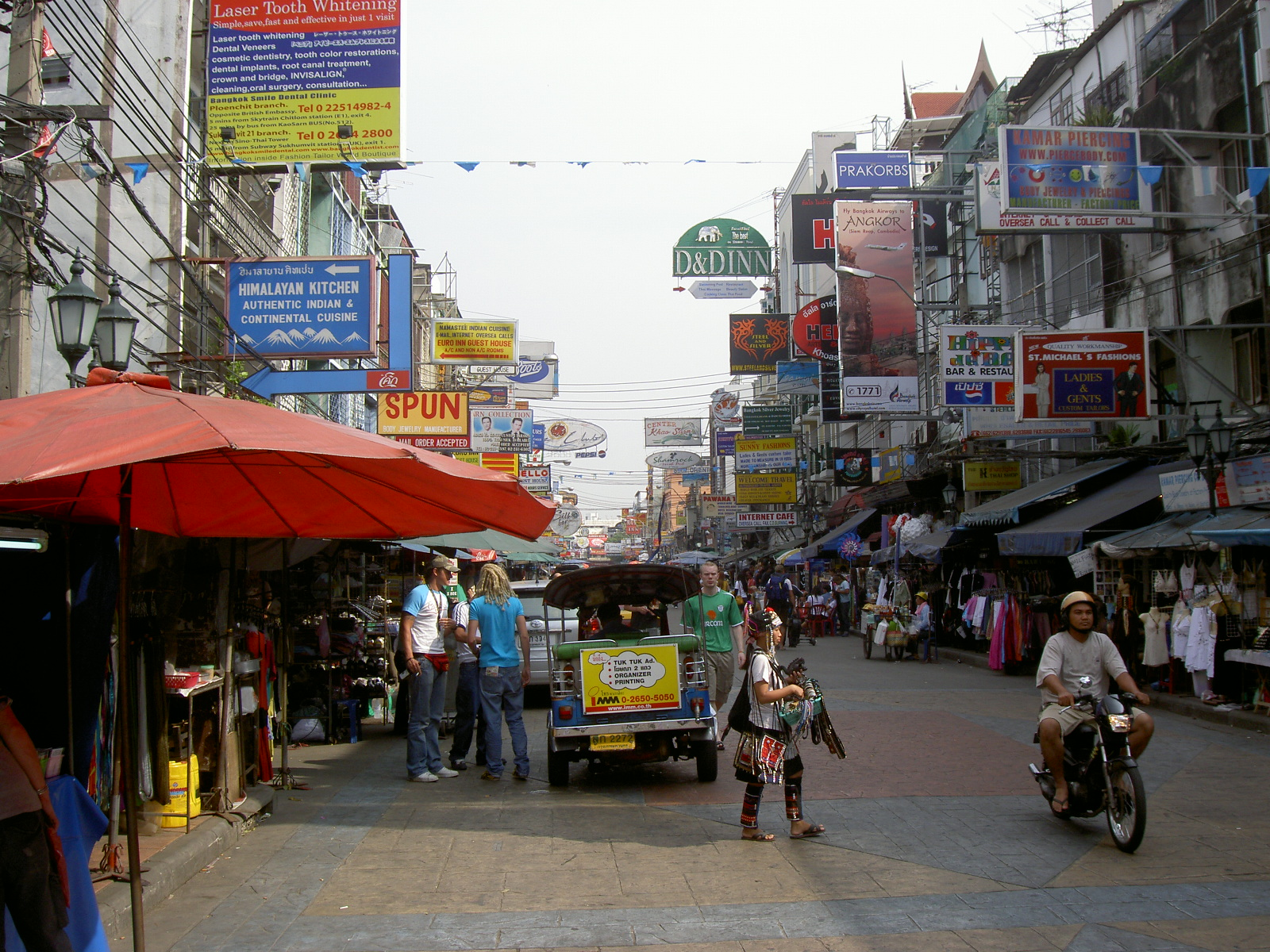
Khaosan Road
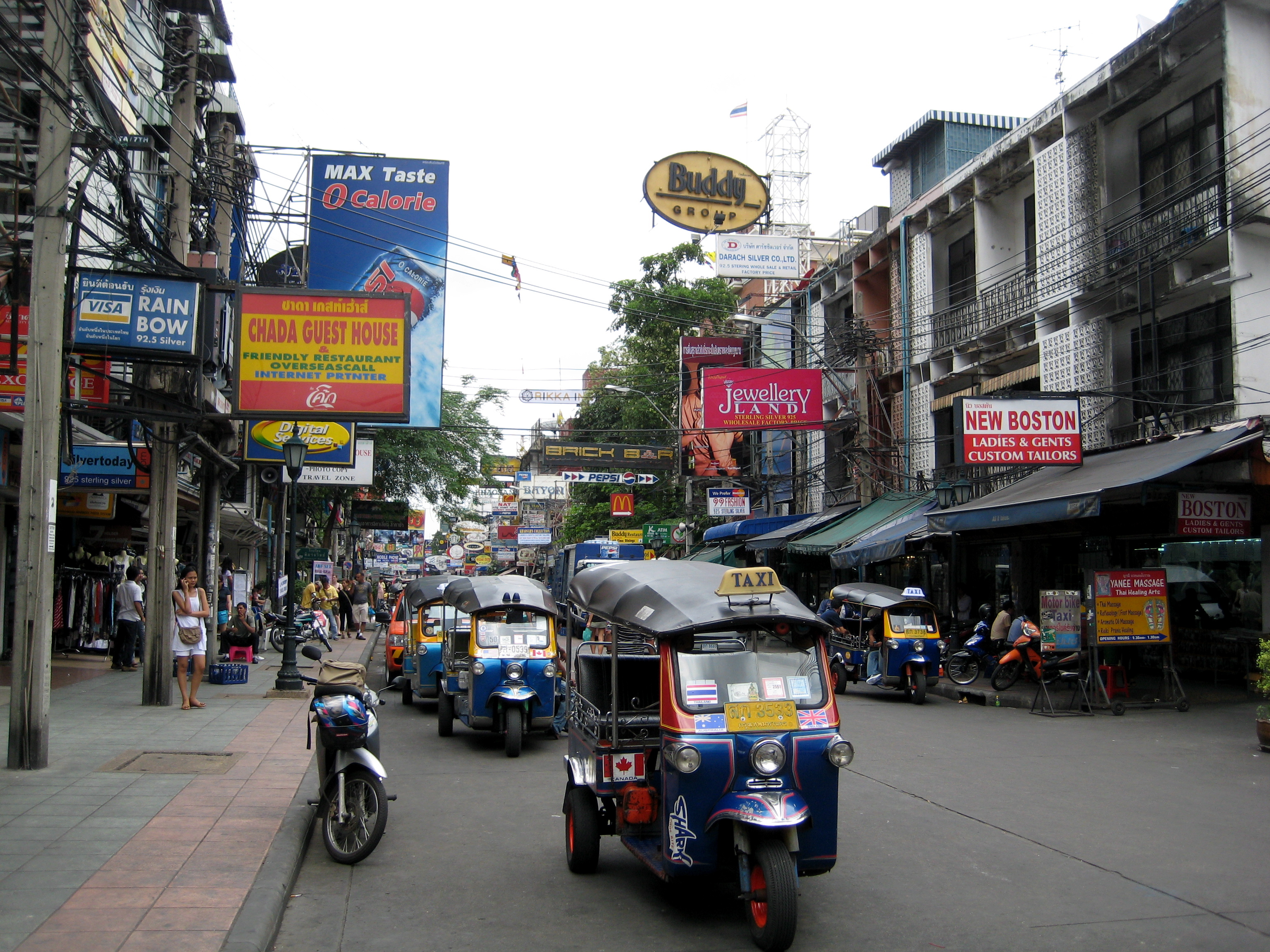
Khaosan Road
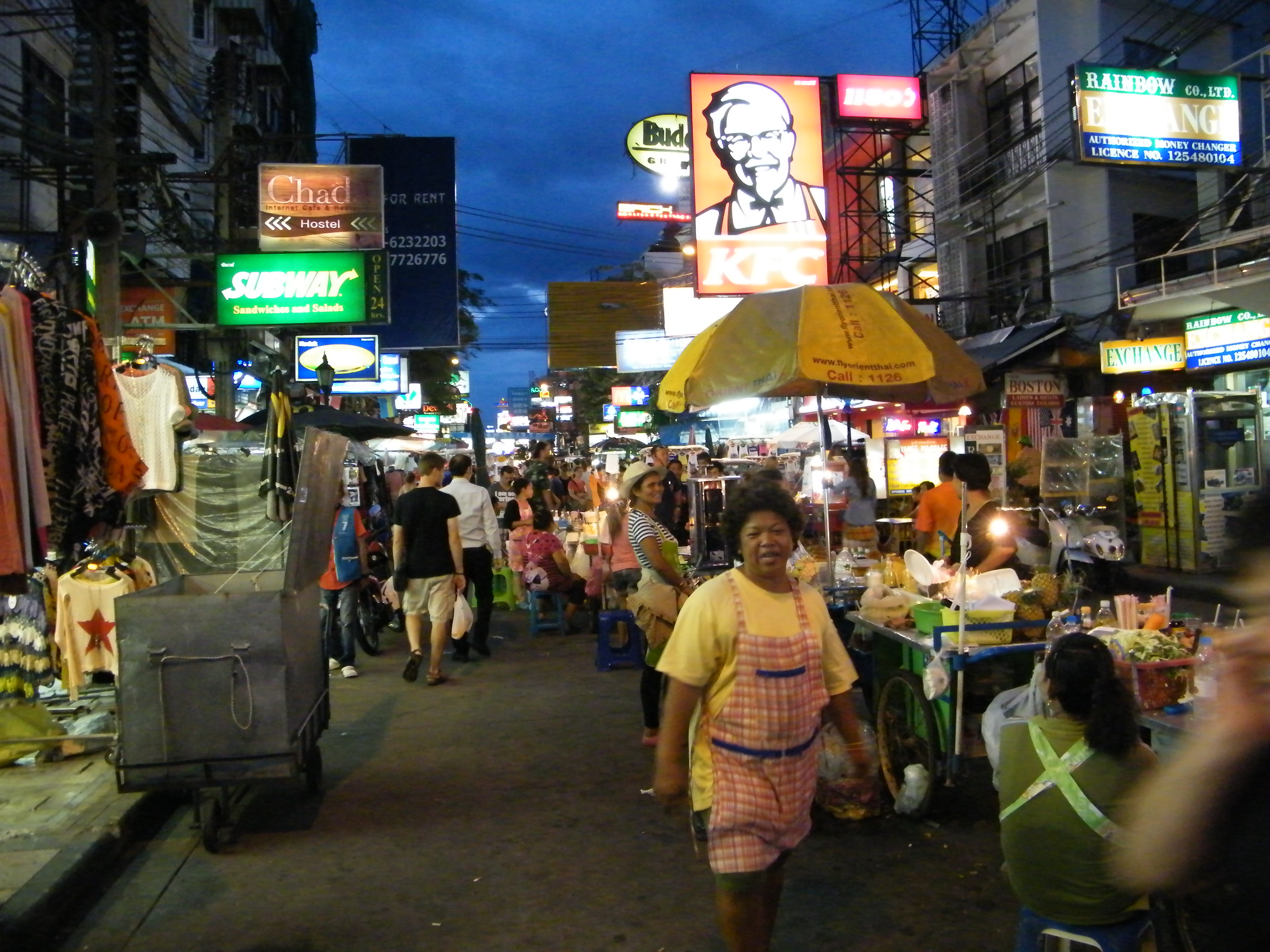
Khaosan Road am Abend
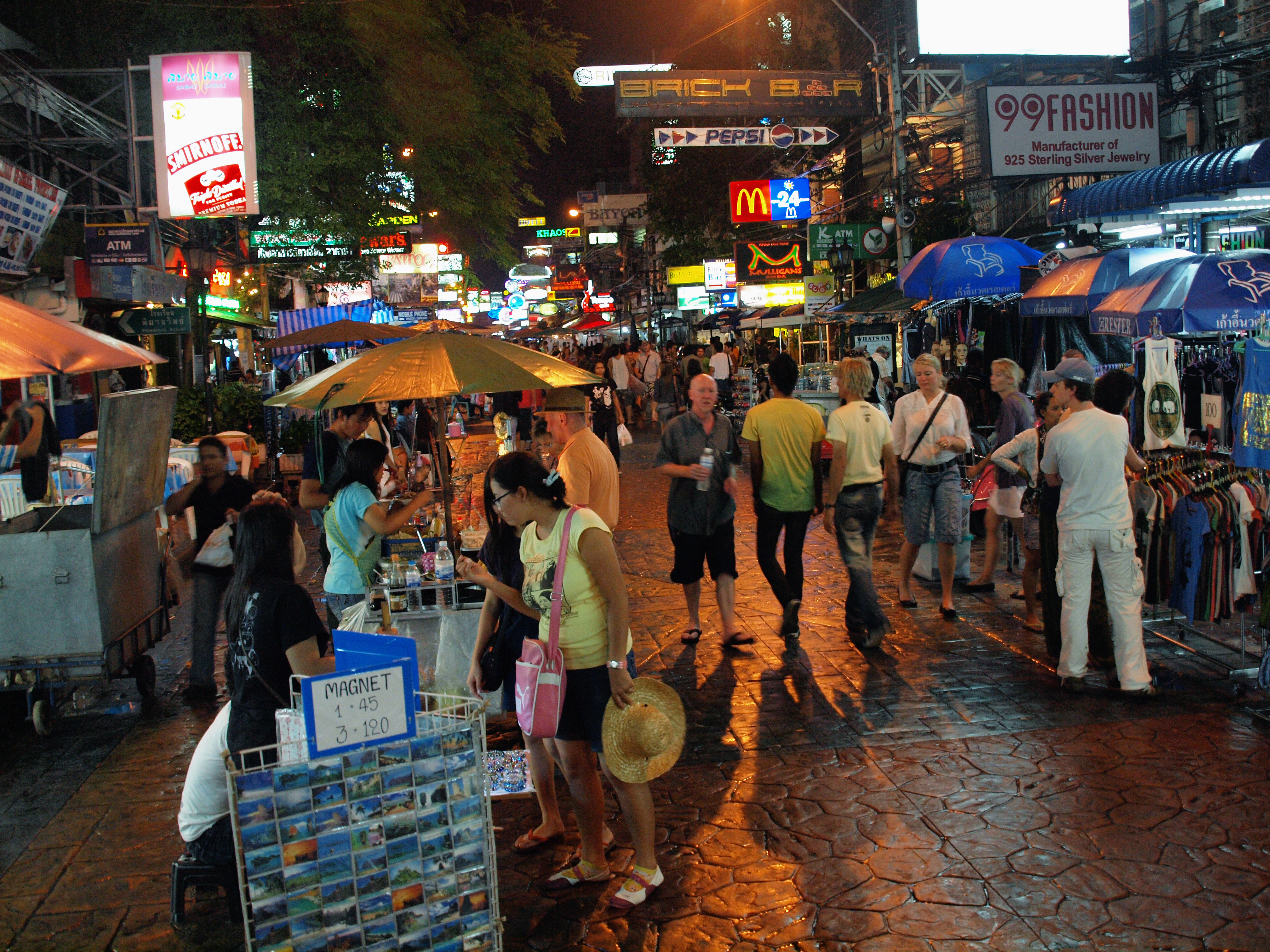
Straßenszene auf der Khaosan Road bei Nacht
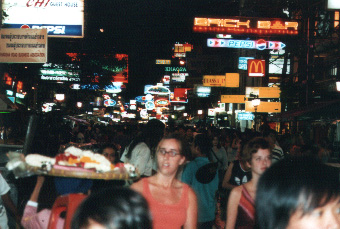
Touristenmagnet: Die Einkaufsmeile Khaosan Road in Bangkok